# Valentin Grubeck
Valentin Grubeck (Schärding, 26 febbraio 1995) è un calciatore austriaco, di ruolo attaccante.